# パペット・マスター4 最強の敵
『パペット・マスター4 最強の敵』（Puppet Master 4）は、1993年のアメリカ合衆国映画。
時間軸は『パペット・マスター２』の後日談である。パペット達が正義の味方として展開する初の作品。

## あらすじ
無生物に生命を与える研究に協力した天才青年リックは廃墟のホテルでトゥーロンの人形らを発見し生命の液体で蘇生させる、生き返ったパペット達はリックを新たなマスターだと慕う。一方、トゥーロンに生命の秘術を盗まれた地獄の魔王スーテックは人間に術を渡らせるのを阻止するため、ついに動き出す。魔王の部下が操るモンスター型パペット・トーテム軍団を研究に関わる者に送り込み襲撃する。そして、リックと友人たちにもトーテム軍団が迫りくる。リックはパペット達と共に悪のパペットに立ち向かう。

## キャスト
- ガイ・ロルフ–アンドレ・トゥーロン
- ゴードンカリー–リチャード "リック"マイヤーズ
- チャンドラウェスト–スージー
- アッシュアダムス–キャメロン
- テレサヒル–ローレン
- フェルトンペリー–カールベイカー博士
- ステイシー・ランドール–レスリー・パイパー博士
- マイケルシェイマスワイルズ–スタンリー
- ダン・ズコヴィッチ–配達人
- ジェイク・マッキノン- Sutekh（ノンクレジット）

## 今作より登場のパペット達
トーテム
魔王スーテックが作り上げた地獄生まれのパペット。獣のような風貌に合った獰猛な攻撃をする。通常のパペットとは違いマスターと一心同体で成り立っており、スーテックの部下の分身であるため、死ぬと部下も死んでしまう。
シリーズ中で本作と次回作にしか登場しないパペットである。
レーザー・フェイス(デカピトロン)(デキャピトロン)
本作での切り札的存在の最強パペット。パペット達が作り上げ、雷の力で誕生した。状況に応じて頭部のパーツを交換でき、レーザー用ヘッドで強力な電流を放つ事ができる。
実は元祖パペットマスター、アンドレ・トゥーロンの生まれ変わりで彼の魂が宿っている。こちらもシリーズ中で本作と次回作にしか登場しないパペットである。

## 備考
時系列は2作目の後であるのだが、繋がりやパペット達の詳細があやふやで、未だに詳細が明かされたことは無い。
本作登場のデカピトロンには元ネタがあり、1986年の当初、 エンパイア・ピクチャーズにて企画された映画作品で『Decapitron』というのがあったが、没になり『エリミネーターズ』として作り直された。その没案を再利用し登場したキャラなのである。